# Еврейское литературно-научное общество
Еврейское литературно-научное общество (ЕЛНО) — еврейский творческий союз, который был создан в столице Российской империи городе Санкт-Петербурге в 1911 году. Головной офис ЕЛНО находился до 1915 года в квартире № 13 в доме № 81 по улице Садовой, а с 1915 года штаб-квартира организации была перенесена в дом № 41 по улице Гороховой.
За год до этого вышел в свет циркуляр председателя совета министров России Петра Столыпина, который запрещал национальные культурно-просветительские общества, которые, по мнению Столыпина, способствовали росту «узкого национально-политического самосознания»; согласно этому циркуляру в 1911 году было закрыто Еврейское литературное общество, насчитывавшее к тому времени более 120 филиалов по всей стране. Согласно Уставу организации, Еврейское литературно-научное общество преследовало цель «содействовать изучению и развитию научной и изящной еврейской литературы на древне-еврейском и разговорно-еврейском», что полностью совпадало с задачами упразднённого ЕЛО. Существует мнение, что создание Еврейского литературно-научного общества напрямую связано с закрытием Еврейского литературного общества, чему косвенно свидетельствует то, что большинство членов ЕЛО продолжили свою деятельность в ЕЛНО, а некоторые из них заняли в нём ключевые посты. В частности, председателем общества стал С. Гинзбург, его заместителем - М. Крейнин. Среди активистов творческого союза были также А. Раппопорт и С. Каменецкий.
На следующий год после Октябрьской революции Еврейское литературно-научное общество было также распущено, а многие его члены эмигрировали из Советской России.
Следует отметить, что в 1916 году в Санкт-Петербурге был создан еще один еврейский союз, который назывался Еврейское литературно-художественное общество и носил имя Леона (Ицхока Лейбуша) Переца. ЕЛХО располагалось в доме № 48 по Рижскому проспекту. Его век, как и у предшественников, был недолог.